# Blejtram

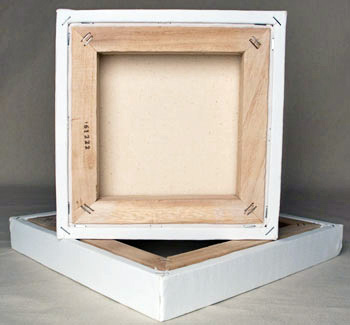
małe krosna malarskie

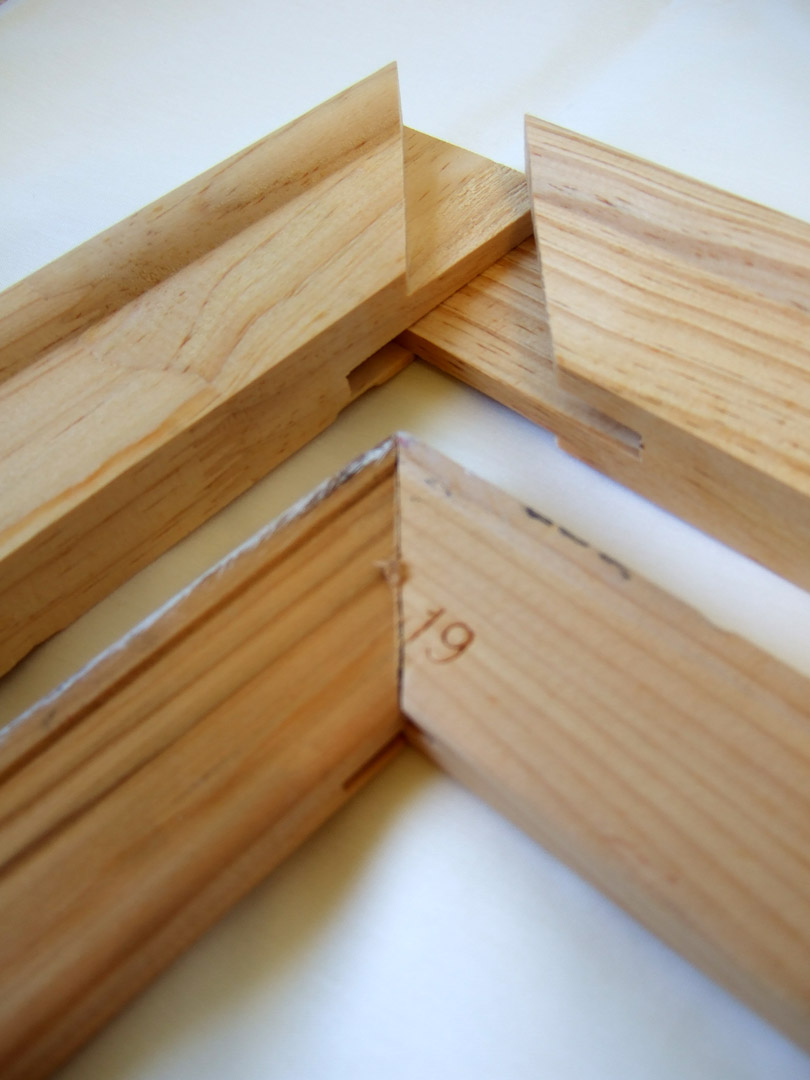
łączenie narożników blejtramu

Blejtram (krosna malarskie) – rama z profilowanych listew, zwykle prostokątna, czasem okrągła lub owalna, na którą naciąga się i przybija płótno malarskie.
W blejtramach o większych rozmiarach stosuje się dodatkowe listwy poprzeczne (rozpórki), które zapobiegają odkształcaniu się (skręcaniu) całego blejtramu. Od XVIII wieku wytwarzane są także blejtramy łączone na wpusty i czopy, ale bez użycia kleju. Pobijanie (lub luzowanie) drewnianych klinów osadzonych w nacięciach po wewnętrznej stronie blejtramu umożliwia regulację naprężenia płótna (podobrazia), które może się zmieniać wraz ze zmianami wilgotności powietrza.